# Ha-208
Ha-208 — підводний човен Імперського флоту Японії, споруджений під час Другої світової війни.
Корабель належав до типу Ha-201, представники якого стали першими бойовими підводними човнами третього рангу у складі Імперського флоту за більш ніж чверть століття (після споруджених в часи Першої світової війни субмарин типу S1). Ці кораблі планували використовувати для оборони Японських островів (атаку на які відвернула лише капітуляція Японії).
Ha-208 спорудили на корабельні ВМФ у Сасебо, причому всього за кілька діб після його завершення оголосили про капітуляцію Японії. У вересні 1945-го човен потрапив під контроль союзників, а 1 квітня 1946-го був затоплений у Східнокитайському морі.